# Carlos Xistra
Carlos Miguel Taborda Xistra (Covilhã, 2 de janeiro de 1974) é um ex-árbitro profissional de Portugal.
Foi árbitro na primeira liga portuguesa durante 20 anos, e, terminou a sua carreira no jogo entre o FC Porto e o Moreirense FC (6-1), no dia 20/07/2020, dia em que o FC Porto recebeu a Taça de Campeão Nacional, depois de ter batido por 2-0 o Sporting CP, e se ter sagrado campeão nacional.
Carlos Xistra, durante a sua carreira, foi reconhecido pela FIFA e chegou a apitar alguns jogos de apuramento para a UEFA Europa League.
Carlos Xistra, foi considerado por muitos, o segundo melhor árbitro português de sempre, apenas atrás de Pedro Proença, Presidente da Liga Portugal (Liga de Clubes).

## Biografia
Faz parte da Associação de Futebol de Castelo Branco.
É um árbitro de categoria internacional, estando colocado na 2.ª categoria da UEFA para a época de 2012/2013.
Terminou a sua carreira como Árbitro Profissional de Futebol no dia 20 de julho, no jogo FC Porto vs. Moreirense FC (6-1), depois de quase 20 anos a arbitrar jogos da Primeira Liga.